# Phương ngữ Alasha
Alasha ([ɑɮʃɑ], một số phương ngữ Mông Cổ đọc là [ɑɮɑ̆ɡʃɑ]; chữ Mông Cổ:  ᠠᠯᠠᠱᠠ, chữ Kirin Mông Cổ: Алшаа Alaša, tiếng Trung: 阿拉善; bính âm: Ālāshàn, Hán Việt: A Lạp Thiện), hay Alaša-Eǰen-e, là một biến thể thuộc ngữ hệ Mông Cổ với đặc điểm pha trộn tiếng Oirat và tiếng Mông Cổ. Trong lịch sử, nó từng thuộc về Oirat nhưng đã chịu ảnh hưởng của tiếng Mông Cổ. Nó có hơn 40.000 người nói ở minh Alxa, Nội Mông, Trung Quốc và bao gồm hai phương ngữ phụ, Alasha chính và Eǰene.

## Âm vị học
/pɑɢ/ "nhỏ" so với /pɑɡ/ "nhóm", nên /ɢ/. /øt͡səɡtər/, do đó quá trình phi vòm hóa âm tắc xát diễn ra đối với /t͡ʃʰ/ và /t͡ʃ/ ở bất kỳ vị trí nào ngoại trừ trước *i. /ɪr/ 'mở ra' so với /ir/ 'đến', do đó phải là /ɪ/. Âm tiết tối đa mang tính CVCC, ví dụ: /tʰers.let/ dạng hội thoại của "chống lại".